# Fractura de clavícula
Las fracturas de la clavícula implican aproximadamente el 5% de todas las fracturas vistas en las emergencias de los hospitales. Por lo general, la fractura ocurre entre el segmento 2/3 proximal (cercano a la línea media del cuerpo) y el tercio distal (alejado de la línea media del cuerpo) de la longitud de la clavícula. Los lactantes y niños son particularmente propensos a este tipo de fracturas. Las fracturas de la clavícula puede presentarse en el período neonatal, especialmente después de un parto dificultoso.

## Etiología
La clavícula se fractura a menudo, casi siempre por un golpe indirecto debido a un impacto violento con el brazo extendido durante una caída; o bien por caídas directas sobre el propio hombro. Las clavículas de los niños son las más propensas a fracturarse por su relativa debilidad comparada con las de los adultos, siendo la zona más débil de la clavícula su unión entre sus dos tercios medio y lateral.
Tras haberse producido la fractura, el músculo esternocleidomastoideo eleva el fragmento medial del hueso. Como el músculo trapecio es incapaz de sostener el fragmento lateral elevado, el hombro cae debido al peso del miembro superior. Los músculos aductores del brazo, como el pectoral mayor, pueden tirar del fragmento distal haciendo que los fragmentos óseos, de haberlos, se desplacen sobre el hueso. El ligamento coracoclavicular suele impedir la luxación de la articulación acromioclavicular.
así mismo en adultos La fractura se produce si es que el paciente sufre una caída con golpe directo sobre el hombro o bien con la mano apoyada con el brazo en extensión. La gran mayoría de las fracturas se asocian además a accidentes de tránsito de mediana a alta energía (automóviles, motos y bicicleta, etc.)

## Patogenia
La clavícula forma la única articulación que une la cintura escapular con el tronco. La clavícula protege importantes vasos sanguíneos, el pulmón y del plexo braquial. Las fracturas de la clavícula que terminan desplazadas de su posición anatómica pueden lesionar estas estructuras debido a su proximidad y lo afilado que resultan los bordes astillados. De perforarse el pulmón, puede sobrevenir neumotórax y posteriormente la muerte.
Aproximadamente el 80% de las fracturas de la clavícula se producen en el tercio medio del recorrido del hueso, 15% con asociación de la parte distal o el tercio lateral, y un 5% de asociación del tercio proximal o medial.

## Tratamiento

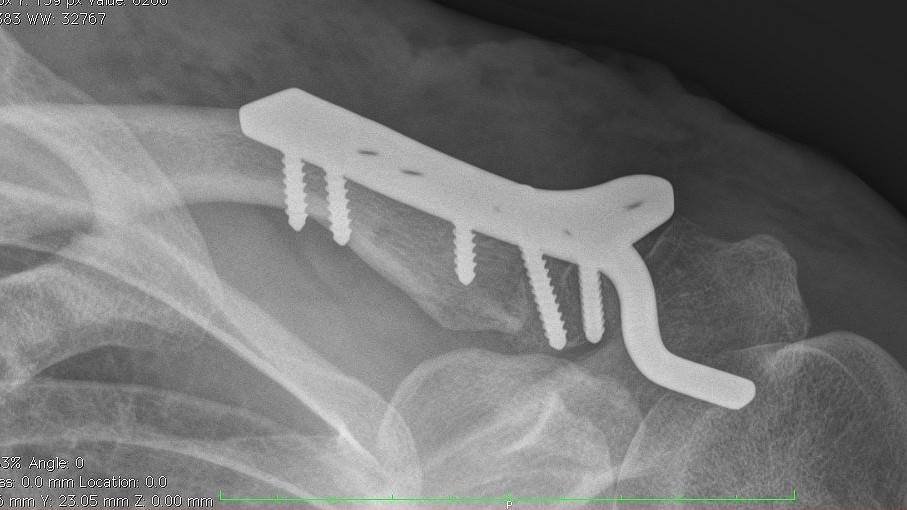
Imagen de rayos X lateral de una fractura de clavícula reparada, 6 meses después de un accidente de moto.

El tratamiento de fracturas sin desplazamiento suele ser con inmovilización por férulas. Los objetivos son disminuir el edema y el dolor, así como reducir las secuelas. Las lesiones con desplazamiento pueden requerir cirugía ortopédica para su reducción. Las fracturas neonatales suelen sanar de manera espontánea en varias semanas sin tratamiento especial.  
Se debe consultar a un cirujano traumatólogo inmediatamente cuando el paciente tiene pruebas de afectación multisistémica como en el caso de fracturas abiertas y las fracturas desplazadas. El resto de las fracturas simples de la clavícula pueden ser manejadas por un médico general.